# Coral Harbour
Coral Harbour (Inuktitut: Salliq/Salliit) – niewielki inuicki przysiółek położony na wyspie Southampton w kanadyjskim regionie Nunavut. Jego nazwa wywodzi się od skamieniałych koralowców znajdujących się w okolicznych wodach. Z kolei inuicka nazwa Salliq, bywa czasem używana w odniesieniu do całej wyspy Southampton.
Coral Harbour to także jedyna miejscowość na terytorium Nunavutu, która nie zmienia czasu z zimowego na letni, choć znajduje się we wschodnio-amerykańskiej strefie czasowej.

## Klimat
Pomimo surowego klimatu przyroda na wyspie jest bardzo obfita. Wśród różnych gatunków zwierząt występują tu m.in.: morsy, niedźwiedzie polarne, renifery karibu, nerpy obrączkowane, białozory oraz sporadycznie sokoły wędrowne.
Średnie temperatury oscylują wokół –12 °C. Jednak na przełomie grudnia 2010 i stycznia 2011 roku na terytorium Nanavutu, północnego Quebecu oraz Grenlandii zanotowano wyjątkowo wysokie temperatury. W Coral Harbour rekord z 1963 r. wynoszący 1,7 °C został wówczas pobity i wyniósł 3,3 °C. Z kolei dzienna minimalna temperatura w styczniu 2011 r. była wyższa o średnio 30 °C niż zazwyczaj o tej porze.

## Historia
Przed pojawieniem się Inuitów, tereny Coral Harbour zajmowali Sadlermiuci (mieszkańcy Salliq), którzy jak się uważa, wywodzili się z kultury Dorset. Etnicznie i kulturowo przestała ona istnieć ok. 1902-1903 roku, z powodu wyniszczającej choroby, która w przeciągu kilku tygodni zabiła całą społeczność. Jednak niektórzy badacze sądzą, że Sadlermiuci w rzeczywistości byli potomkami kultury Thule i rozwinęli się od niej niezależnie w odizolowanych geograficznie rejonie wyspy Southampton. Według trzeciej teorii niekoniecznie musieli należeć do którejś z grup, a ich faktyczne korzenie mogły się wywodzić zarówno z kultury Dorset, jak i Thule.
Na początku XX wieku obszar zasiedlili Aivilingmiuci, inuicki lud tradycyjnie żyjący na dalekiej północy Kanady. 25 lat później zaczęli przybywać tam również dotychczasowi mieszkańcy Wyspy Baffina, którzy stali się najliczniejszą społecznością tych terenów.
W 2011 r. populacja osady wyniosła 834 osoby i w porównaniu z poprzednim spisem ludności w 2006 roku wzrosła o 8,5%.

## Transport
Ponieważ do Coral Harbour nie prowadzi żadna droga, jedynym sposobem na kontakt z osadą pozostaje droga lotnicza lub wodna (każdego lata pływają tam barki z Churchill w Manitobie). Na samej wyspie zimą można poruszać się skuterem śnieżnym lub psimi zaprzęgami, a wiosną quadem.